# 松木達哉
松木達哉（日语：マツキタツヤ；1991年5月29日—），日本漫畫原作者。
代表作為在《週刊少年Jump》上連載的《act-age 新世代演員》。2020年8月8日因強制猥褻而遭警方逮捕，12月23日被判處有期徒刑。

## 經歷
2015年，日本大學藝術學部電影學科攝影錄音課程畢業。原先的志向是到電影業界擔任編劇、以製作原創電影為目標，但後來覺得「握有原作的原作者才是最強的」，於是轉換跑道到漫畫創作上。
之後創建了Twitter帳號，在網路上投稿了一篇以預知夢為主題的漫畫，並以此為契機認識了宇佐崎代，兩人開始互相追蹤對方的帳號。其後得知了由《週刊少年Jump》舉辦、面向漫畫原作者的日本新人漫畫獎的存在，經過「兩週的猶豫、一週的實際行動」後，將作品《歡迎來到阿佐谷藝術高中影像科》（日语：阿佐ヶ谷芸術高校映像科へようこそ）拿去投稿並得到準優勝。在討論負責作畫的人選時，松木向編輯部提出希望由宇佐崎代負責作畫。兩人合力完成的《歡迎來到阿佐谷藝術高中影像科》以短篇形式刊登在《週刊少年Jump》2017年9號，受到了讀者的大量好評。
之後松木原作、宇佐崎作畫的這對組合開始以「要畫出數篇能夠刊登的短篇」為目標，然而當時提出的作品卻被負責編輯村越周指出「你刻意配合了《Jump》的風格對吧？」，令松木決定回歸原點，將故事舞臺發生在《歡迎來到阿佐谷藝術高中影像科》數年後的《act-age 新世代演員》作為連載企劃提出，並得到了編輯部的連載許可。2018年8號開始在《週刊少年Jump》上連載。
2020年8月8日，松木因強制猥褻嫌疑而遭警方逮捕。連載中的《act-age 新世代演員》也於8月11日發售的《週刊少年Jump》2020年36・37合併號上宣布腰斬。9月16日，雖然該猥褻案件最終獲得了不起訴的處分，但又因為發現其在6月時也犯過強制猥褻案件的嫌疑而再度逮捕並起訴。12月23日，東京地方裁判所作出有罪判決，判處1年6個月的有期徒刑，緩刑3年。
喜歡的作品是《HUNTER×HUNTER》以及幸村誠的作品。

## 作品
- 《歡迎來到阿佐谷藝術高中影像科》（阿佐ヶ谷芸術高校映像科へようこそ），出道作。短篇。作畫為宇佐崎代。《週刊少年Jump》2017年9號刊載。
- 《act-age 新世代演員》，連載作品。作畫為宇佐崎代。《週刊少年Jump》2018年8號－2020年36・37合併號連載。

## 外部連結
- 松木達哉的X（前Twitter）